# أنارف
أَنَارِف أو حشيشة الأفعى (الاسم العلمي Persicaria bistorta)، نبات عشبي معمر من فصيلة البطباطية يعلو حتّى المتر. ساقه بسيطة،
مُنتصبة، أسطوانية، مُخططة، عَقْداء، قليلة الإبراق. أوراقه القاعدية قاتمة اللون الأخضر، العُليا بحرية اللون. ازهاره لطيفة اللون الوردي في سُنبلة
هامِيَّة مُتراصَّة. الرَّيزوم بني اللون الخارجي، لحمي اللون المُحمر من الداخل، عديم الرائحة. طعم الأوراق حامض والرَّيزوم مر.

## المركبات
مواد عفصية، نشاء، مادة ملونة، بقايا سكر وحامض عفصي. وهو قابض قوي للأمعاء والمجاري التناسلية.
تَضادَّاته: أملاح الحديد والأدوية المُقيئة. يفيد السيلانات المهبلية والتهابات الإحليل وسلس البول
من الداخل.القروح، الحُناك، الدُّغام من الخارج. الجذر والرَّيزوم أُعيد تسجيلها في الفرماكوبيا (دستور أدوية)
الفرنسية عام 1975.

## معرض الصور

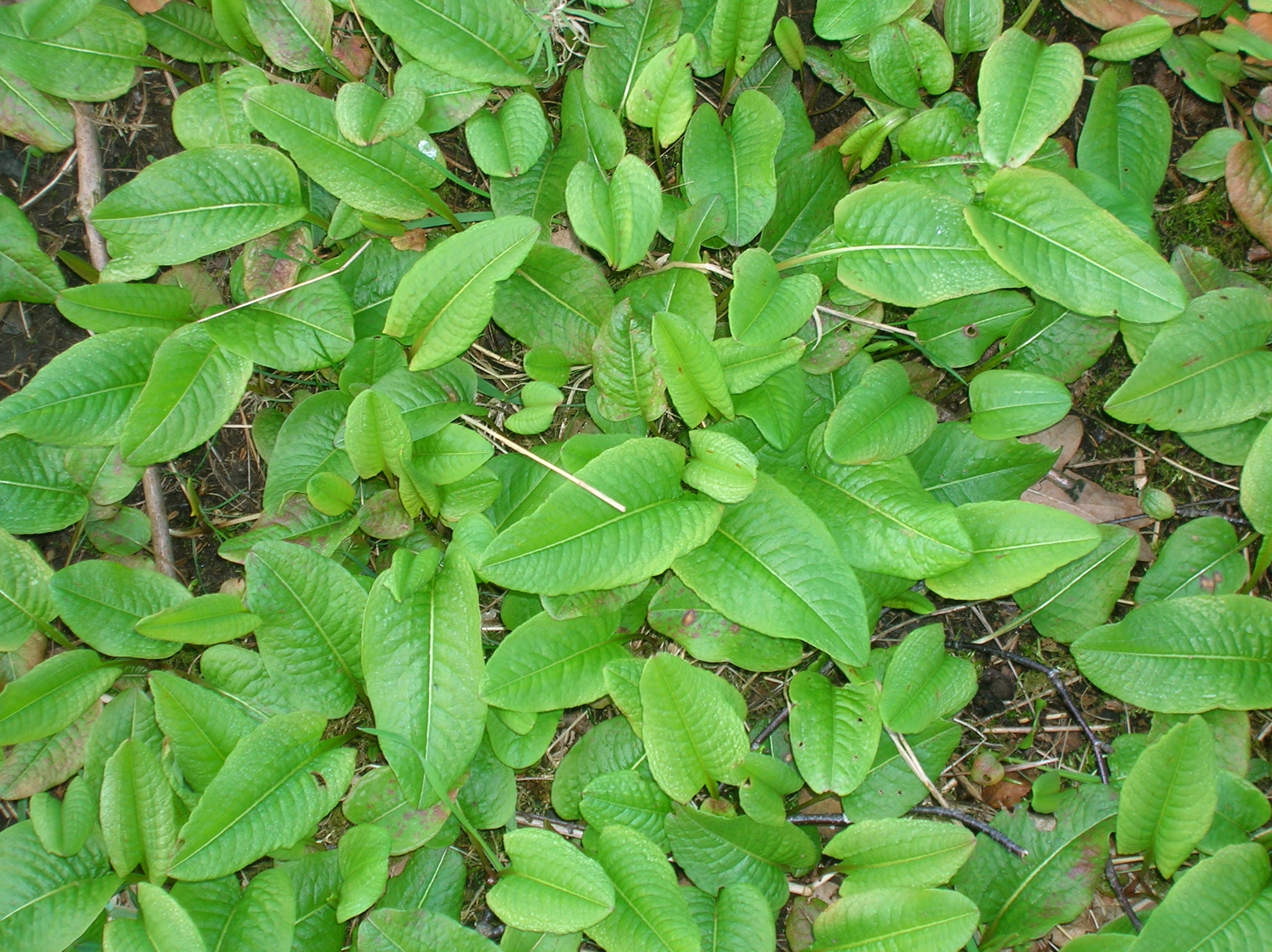
Bistort or Easter Ledges in the spring in Scotland.
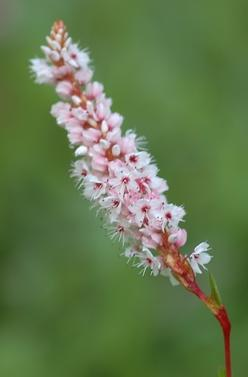
Common bistort stem.
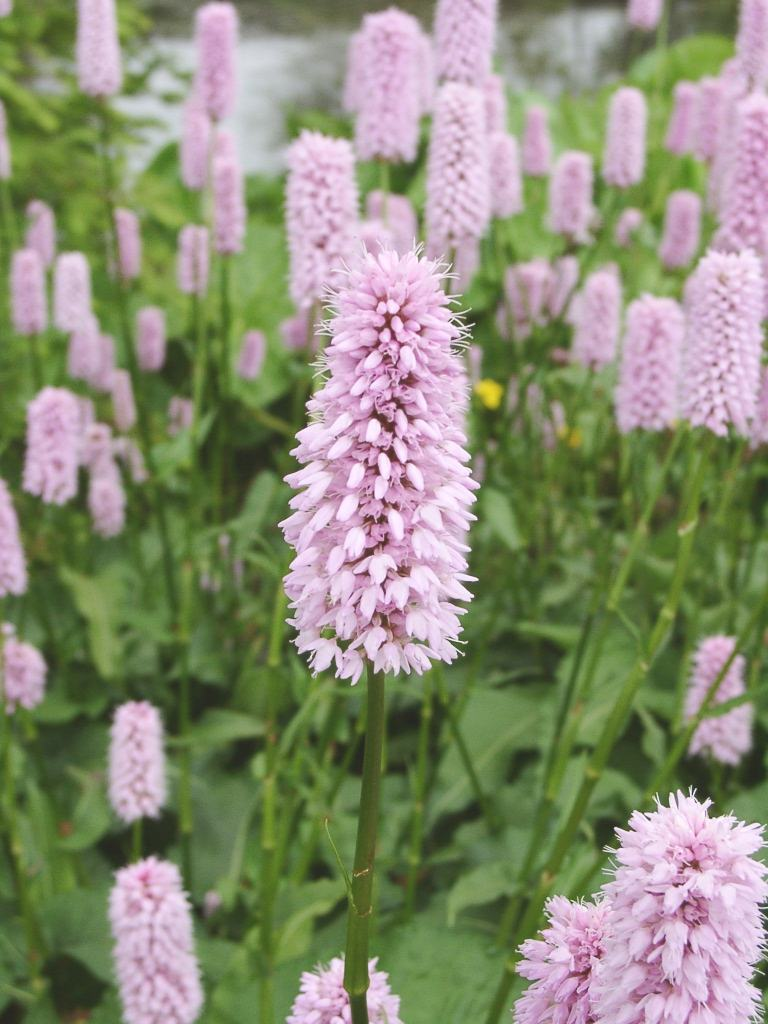
The large-flowered مستنبت نباتي Persicaria bistorta 'Superba' is grown as an نباتات زينة.
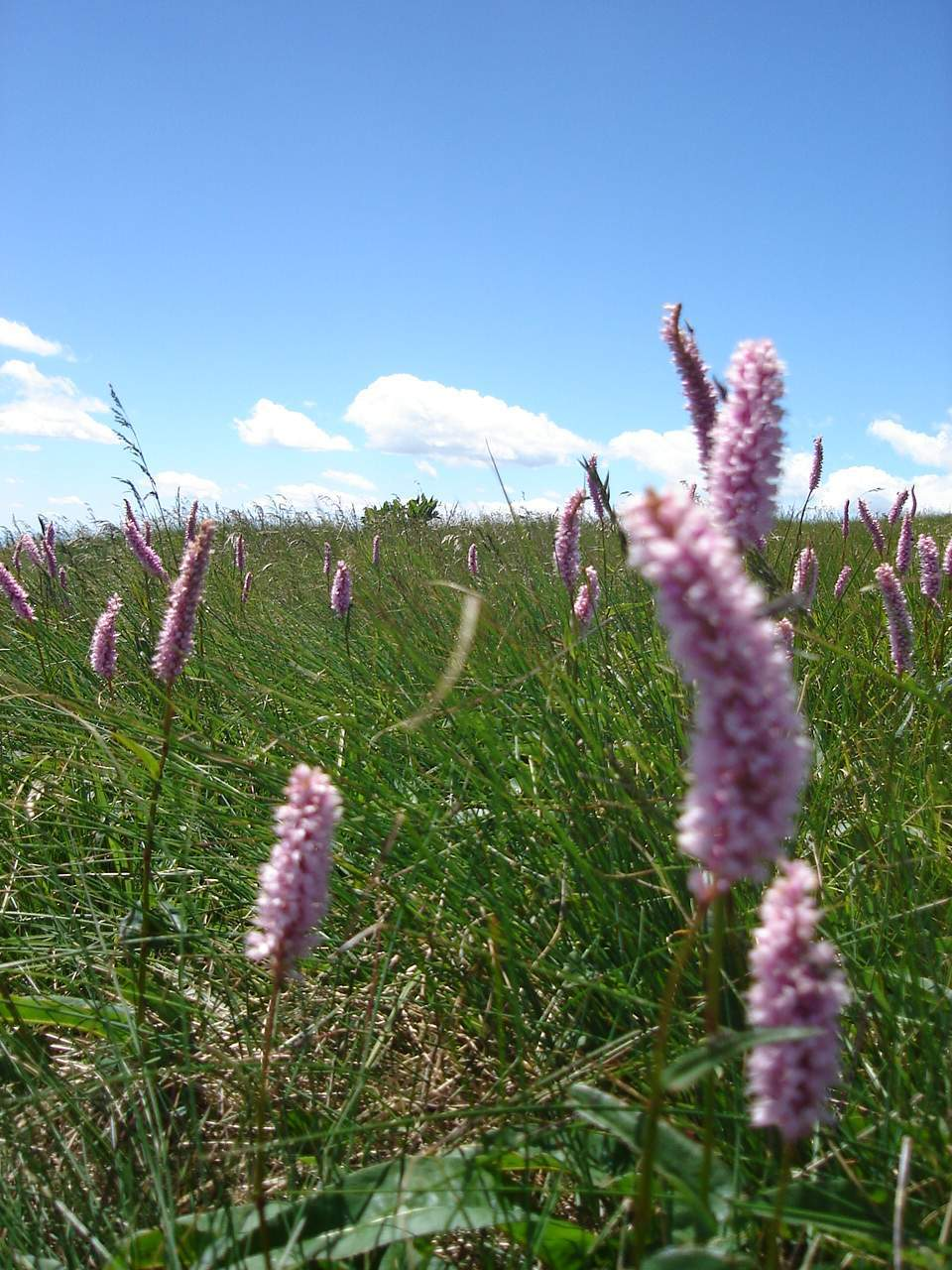
In فيتوشا, Bulgaria
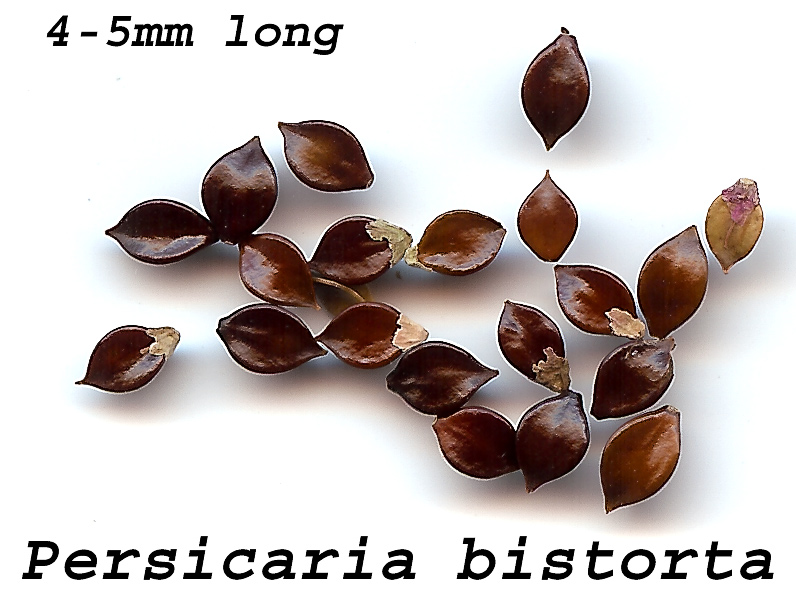
بذرةs